# Lumbrineris robusta
Lumbrineris robusta är en ringmaskart som beskrevs av Ehlers 1887. Lumbrineris robusta ingår i släktet Lumbrineris och familjen Lumbrineridae. Inga underarter finns listade i Catalogue of Life.